# 白旗の少女 琉子
『白旗の少女 琉子』（しらはたのしょうじょ りゅうこ）は、1988年7月21日に公開された日本のアニメ映画。1985年8月に築地書館から発行された文・新川明、版画・儀間比呂志の反戦テーマの児童向け絵本『りゅう子の白い旗 沖縄いくさものがたり』の映画化作品。

## キャスト
- 琉子：渕崎ゆり子
- 幸多：西尾拓美
- 母親：宗形智子
- 長老：草薙幸二郎
- ナレーション：奈良岡朋子

## スタッフ
- 監督・脚本：出﨑哲
- 演出：棚橋一徳
- 構成協力：小出一巳、今泉俊昭
- 原作：新川明、儀間比呂志
- 製作：野原嘉一郎
- プロデューサー：松崎義之
- レイアウト監修：清水恵蔵
- 絵コンテ：四分一節子
- キャラクター・デザイン：清水恵蔵、四分一節子、小林ゆかり
- 作画監督：清水恵蔵、小林ゆかり
- 撮影監督：岡崎英夫
- 美術：阿部行夫
- 音楽：中島優貴
- 主題歌：喜屋武マリー
- 編集：尾形治敏、伊藤勇喜子、豊橋治
- 制作：共同映画全国系列会議、マジックバス

## 写真「白旗の少女」との関係
原作の絵本は、沖縄戦の際にアメリカ軍によって撮影された1枚の写真（白旗の少女）が元になっている。この写真は沖縄戦の研究に当たっていた大田昌秀（後に沖縄県知事）が調査の過程で発見し、1977年に刊行した沖縄戦の写真集に収録された。その後、アメリカ軍による沖縄戦の映像記録を日本での募金によって買い取る「1フィート運動」の過程で同じ場面を撮影した映画フィルムが発見され、1984年にフィルムが日本に届いた際にテレビなどで紹介された。1985年の刊行当時この少女の身元は知られておらず、作中のエピソードは作者の創作になるものである。絵本刊行から2年後の1987年に比嘉富子が「自分が少女本人である」と名乗り出て、本作公開翌年の1989年に小説『白旗の少女』として自身の体験を執筆刊行した。